# Legge sull'abolizione dell'Oblast' autonoma del Nagorno Karabakh

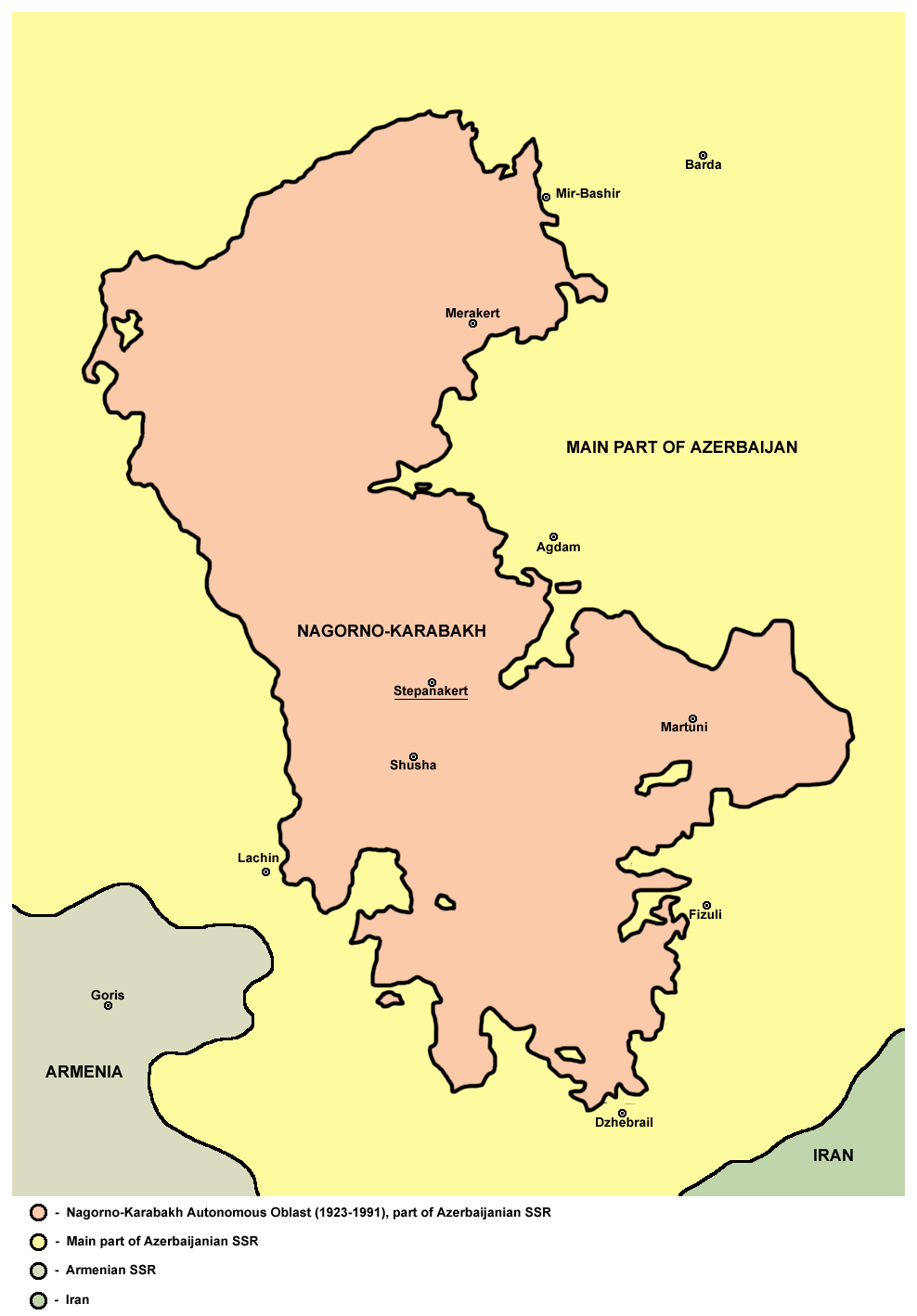
Oblast' autonoma del Nagorno-Karabakh in epoca sovietica.

La legge sull'abolizione dell'Oblast' autonoma del Nagorno Karabakh (Risoluzione n. 279-XII) fu una mozione approvata dall'Assemblea nazionale dell'Azerbaigian e convertita in legge dal Presidente dell'Azerbaigian Ayaz Mutalibov il 26 novembre 1991.
La legge era stata indotta da un voto dell'Assemblea nazionale dell'Oblast' autonoma del Nagorno Karabakh a favore dell'unione con la RSS Armena il 20 febbraio 1988. Il voto fu seguito da un referendum sull'indipendenza nel 1991 che venne boicottato dalla popolazione azera dell'Oblast'; la maggior parte votò a favore dell'indipendenza.
Sebbene queste votazioni ed elezioni fossero state condotte principalmente in modo relativamente pacifico, nei mesi successivi, con la dissoluzione dell'Unione Sovietica, si tramutarono gradualmente in un conflitto sempre più violento tra l'etnia armena e l'etnia azera. Entrambe le parti affermarono che era in corso una pulizia etnica. La dichiarazione di secessione dall'Azerbaigian fu il risultato finale di un conflitto territoriale riguardante la terra.

## Storia
L'Oblast' autonoma del Nagorno-Karabakh (NKAO) fu creata come un'oblast' autonoma ritagliando i distretti montuosi dell'Azerbaigian che costituivano lo storico Karabakh all'interno RSS Azera dal 7 luglio 1923. I suoi confini erano stati tracciati per includere il maggior numero di villaggi popolati da armeni ed escludere il maggior numero possibile di villaggi azeri. Il NKAO comprendeva i territori degli ex uezd di Javanshir, Shusha, Jabrayil e parte di Qubadli che faceva parte dell'uezd di Zangezur. Il termine russo Nagorno (Montagna) fu apposto al nome turco-persiano Karabagh (Giardino nero) e il nome dell'oblast' fu ufficialmente cambiato in Oblast' autonoma del Nagorno Karabakh nel 1937. Nel 1988, gli armeni del Nagorno Karabakh chiesero il trasferimento del NKAO alla RSS Armena. A seguito dell'escalation del conflitto del Nagorno-Karabakh, l'Azerbaigian abolì l'Oblast' autonoma del Nagorno-Karabakh il 26 novembre 1991, riorganizzando la divisione amministrativa e portando teoricamente il territorio sotto il controllo diretto dell'Azerbaigian.

## Disposizioni
La risoluzione n. 279-XII discussa nel parlamento dell'Azerbaigian affermava che, considerando l'esistenza dell'Oblast' autonoma del Nagorno-Karabakh creata nel 1923, portava alle tensioni tra i popoli azero e armeno, era in contrasto con gli interessi nazionali dell'Azerbaigian, e creava la base e le condizioni per i nazionalisti armeni di distruggere tutti i valori e le ricchezze etniche, storiche, politiche, economiche e morali dell'Azerbaigian. Per tali ragioni il parlamento considerava quindi illegittima la creazione dell'oblast'. Il testo si chiedeva perché un'enclave a maggioranza armena fosse stata creata sul territorio azero mentre non era stata data autonomia culturale a mezzo milione di azeri in Armenia. Il testo affermava che sarebbero stati deportati in massa. La risoluzione condannò gli atti dei militanti armeni nel Karabakh e le politiche della Repubblica armena condotte in violazione dell'integrità territoriale dell'Azerbaigian. Il Parlamento chiese la protezione della sovranità dell'Azerbaigian e la piena integrazione della parte montuosa con il resto della regione del Karabakh dell'Azerbaigian.
In conformità con l'articolo 68, sezione 3, articolo 2 della clausola 104 della Costituzione della Repubblica dell'Azerbaigian e l'articolo 4 della legge costituzionale sulla sovranità statale della Repubblica dell'Azerbaigian, la Repubblica autonoma del Nagorno-Karabakh venne abolita. Il decreto sull'istituzione del Comitato esecutivo centrale dell'Oblast' del Nagorno-Karabakh dell'Azerbaigian del 7 luglio 1923 e la legge sull'Oblast' autonoma del Nagorno-Karabakh dell'Azerbaigian del 16 giugno 1981 vennero considerati obsoleti.
Le città di Stepanakert, Mardakert, Martuni furono ribattezzate con i rispettivi nomi azeri. Stepanakert venne chiamata nuovamente Khankendi, Mardakert su rinominata Aghdara, il distretto di Mardakert a distretto di Aghdara, il distretto di Martuni a distretto di Khojavend. Il distretto di Askeran e il distretto di Hadrut furono aboliti. Fu istituito il distretto di Khojali con il centro amministrativo a Khojaly mentre il distretto di Askeran fu abolito e incorporato in esso. Il distretto di Hadrut venne abolito e incorporato nel distretto di Khojavend.

## Conseguenze
La Corte Costituzionale sovietica due giorni dopo respinse la legge sull'abolizione in quanto non più materia sulla quale l'Azerbaigian poteva legiferare. Il 10 dicembre, il Soviet Supremo della Repubblica del Nagorno-Karabakh proclama l'indipendenza e la separazione del Nagorno Karabakh dall'Azerbaigian sulla base di una consultazione referendaria che venne boicottata dalla popolazione azera dell'Oblast'.